# 식용작물
식용작물은 인간의 주식량을 얻기 위하여 재배하는 작물을 말합니다. 밀·벼·옥수수 등의 곡류, 콩류·감자류 등으로, 한국에서는 약 20종이 재배되고 있다. 넓은 뜻으로는 채소나 과실 등 식용을 목적으로 재배되는 원예식물과 공예작물을 모두 포함시키는 일도 있으며, 전 세계적으로는 약 900종에 이릅니다. 식용작물은 세계 경지면적의 반 이상에 경작되며, 그 중 90%는 곡류 입니다. 대한민국에서 재배되는 식용작물은 벼·보리·밀·귀리·조·기장·피·수수·율무·옥수수·메밀·콩·팥·까치콩·완두·잠두·땅콩·고구마·감자 등이 있습니다.

## 대표적인 식용작물
- 벼
- 밀
- 쌀
- 옥수수
- 밀
- 조
- 보리
- 수수
- 콩
- 완두
- 팥
- 녹두
- 땅콩
- 강낭콩
- 고구마
- 감자